# Фортескью, Адриан
Сэр Адриан Фортескью (англ. Sir Adrian Fortescue; 1471, Хартфордшир, Англия — 9 июля 1539, Тауэр, Лондон, Англия) — рыцарь Ордена Бани, кавалер Мальтийского ордена, терциарий доминиканского ордена, блаженный Римско-Католической церкви, мученик.

## Биография
Адриан Фортескью родился в 1471 году в Ньюгейт-Стрит (Хартфордшир) в английской аристократической семье. Его отец сэр Джон Фортескью (1434—1500) был племянником известного юриста сэра Джон Фортескью, а по линии своей матери — Элизабет Болейн — Адриан приходился двоюродным братом Томасу Болейну (и, следовательно, двоюродным дядей 2-й жене Генриха VIII). В 1493 году Адриан Фортескью стал рыцарем ордена Бани и участвовал в войнах против Франции в 1513 и 1523 годах. В 1523 году Адриан Фортескью стал кавалером Мальтийского ордена.
После акта о супрематии Адриан Фортескью впал в немилость у Генриха VIII и в 1534 году был арестован. Через некоторое время он выпущен из тюрьмы. В 1539 году был снова арестован вместе Томасом Дингли, кардиналом Реджинальдом Поулом и его матерью Маргарет Поул. Адриан Фортескью был осуждён за измену английскому королю и 9 июля 1539 года был казнён в Тауэре.

## Семья
Был женат дважды. Первой его жена была Анна, дочь сэра Уильяма Стонора, которая умерла в 1518 году. В браке родились две дочери:
- Маргарет, которая вышла замуж за Томаса, 1-го лорда Уэнтворта, и
- Фрэнсис, жена Томаса, 10-го графа Килдэра.

Вторая жена: Анна, дочь сэра Уильяма Реда, которая пережила своего мужа, а затем вышла замуж за сэра Томаса Парри, контролера семьи королевы Елизаветы. В этом браке родилось пятеро детей:
- сэр Джон, канцлер казначейства
- Томас
- сэр Энтони[англ.], заговорщик
- Элизабет, которая вышла замуж за сэра Томаса Бромли[англ.], лорда-канцлера Англии
- Мэри.

## Прославление
13 мая 1895 года Адриан Фортескью был причислен к лику блаженных Римским папой Львом XIII вместе с Томасом Дигли.
День памяти в Католической церкви — 8 июля.